# Mercury Country Cruiser
Der Mercury Country Cruiser war ein PKW, der in den Modelljahren 1959 und 1960 von Mercury, einer Marke der Ford Motor Company, hergestellt wurde. Es handelte sich dabei um die Kombis der Marke.

## Modelljahr 1959
Die Kombis, die im Modelljahr 1958 unter dem Namen Station Wagon zusammengefasst waren, erhielten 1959 den Zusatz Country Cruiser.
Es gab drei verschiedene Ausführungen: Der Commuter basierte auf dem Modell Monterey und hatte einen V8-Motor mit 6.161 cm³ Hubraum, der bei 4.400/min. 280 bhp (206 kW) abgab. Dieses Modell gab als Drei- und als Fünftürer. Darüber rangierte der Voyager, der wie das Spitzenmodell Colony Park aus der Montclair-Limousine entwickelt worden war. Die Motoren dieser beiden Modelle hatten ebenfalls 6.161 cm³ Hubraum, leisteten aber 332 bhp (244 kW) bei 4.600/min. Es waren nur Fünftürer lieferbar. Der Colony Park hatte zusätzlich Zierteile aus Holzimitat.
Insgesamt entstanden in diesem Jahr 24.628 Kombis.

## Modelljahr 1960
1960 war die Modellpalette deutlich geschrumpft: Nur noch der 4-türige Commuter und der Colony Park wurden angeboten. Der Commuter hatte wiederum die Maschine des Monterey mit 5.019 cm³ Hubraum und 205 bhp (151 kW), während der Colony Park vom Montclair-Motor mit 6.917 cm³ Hubraum und 310 bhp (228 kW) angetrieben wurde. Der Commuter hatte ein manuelles Dreiganggetriebe, der Colony Park eine Automatik.
1960 entstanden 22.360 Kombis. Im Folgejahr hießen die Kombis der Marke wieder einfach nur Station Wagon.

## Quelle
- Gunnell, John: Standard Catalog of American Cars 1946–1975, Krause Publications, Iola (2002), ISBN 0-87349-461-X.